# К-329 «Бєлгород»
|                         |                                             |                                             |
|                         |                                             |                                             |
|                         |                                             |                                             |
| Під прапором            | Військово-морські сили Російської Федерації | Військово-морські сили Російської Федерації |
| Порт приписки           | Вілючинськ                                  | Вілючинськ                                  |
| Сучасний статус         | у складі ТОФ, у строю                       | у складі ТОФ, у строю                       |
| Проєкт                  |                                             |                                             |
| Розробник проєкту       | Рубін                                       | Рубін                                       |
| Основні характеристики  |                                             |                                             |
| Розміри                 |                                             |                                             |
| Ширина корпусу найб.    | 18,2 м                                      | 18,2 м                                      |
| Середня осадка (по КВЛ) | 9,2 м                                       | 9,2 м                                       |
| Озброєння               |                                             |                                             |

К-329 «Бєлгород» — російський атомний підводний човен спеціального призначення, єдиний представник проекту 09852, носій безпілотних підводних апаратів типу «Посейдон» та автономних глибоководних станцій, входить до складу Головного управління глибоководних досліджень МО РФ .

## Історія
Закладений на ВО «Севмаш» (Сєвєродвінськ) 24 липня 1992, під заводським номером 664 як атомний підводний крейсер проекту 949А «Антей».
В 1997 році на 75 % готовності був виключений зі складу ВМФ і законсервований .
У вересні 2000 року, після загибелі однотипного атомоходу «Курськ», було прийнято рішення про відновлення будівництва.
За даними на 31 грудня 2004 року було змонтовано корпус корабля, проте відсутнє технічне оснащення та ракетні шахти. Тоді вартість добудови оцінювалася приблизно 100 мільйонів рублів.
Добудовий АПЧ «Бєлгород» був включений до Держоборонзамовлення на 2006. Проте вже 20 липня 2006 року було прийнято рішення не вводити її до складу ВМФ, готовність оцінювалася в 80 %.
В 2009 розглядалася можливість переозброєння комплексом крилатих ракет, що розробляються для проекту 885 «Ясен» . На початку 2012 року головком ВМФ Володимир Висоцький заявив, що «Білгород» добудовується за спеціальним проектом.
Передача підводного човна ВМФ Росії планувалася в 2018.
23 квітня 2019 року АПЛ «Білгород» виведено з елінгу у Сєвєродвінську та спущено на воду . Командир корабля — капітан першого рангу Антон Альохін.
Спочатку передбачалося, що до складу флоту підводний човен увійде в 2020 році, а «Посейдон» стане на озброєння приблизно в 2021 . Згідно з планом, повинна була увійти до складу флоту в кінці 2020, але потім терміни її здачі перенесені були на кінець 2021 .
25 грудня 2021 року генеральний директор «Севмашу» Михайло Будниченко розповів: «Почали на АПЛ „Білгород“ державні випробування, які будуть закінчені наступного року».

8 липня 2022 року відбулася урочиста церемонія передачі Військово-морському флоту дослідницького підводного човна «Білгород». Корабель призначений для вирішення різнопланових наукових завдань, проведення пошуково-рятувальних операцій, а також може бути використаний як носій рятувальних глибоководних та автономних безлюдних підводних апаратів. 

## Командири
- 1995—1998: капітан 1 рангу Абхалімов Владилен Васильович
- з 2015: капітан 1 рангу Альохін А. З.